# ジブラルタル海峡

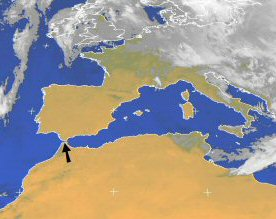
ジブラルタル海峡（黒矢印）。

ジブラルタル海峡（ジブラルタルかいきょう、英: Strait of Gibraltar、西: Estrecho de Gibraltar、アラビア語: مضيق جبل طارق 転写: Maḍīq Jabal Ṭāriq）は、ヨーロッパ大陸とアフリカ大陸を隔てる海峡。

## 概要

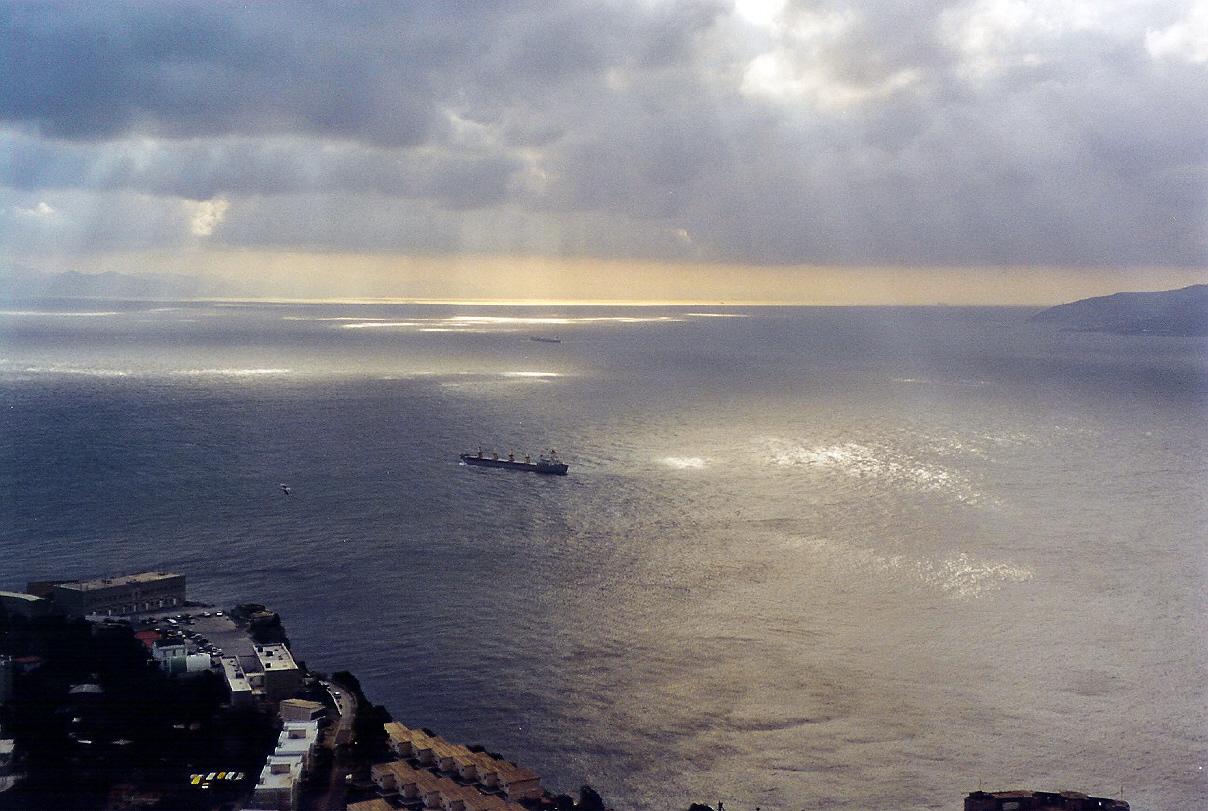
ジブラルタル海峡。左手前がヨーロッパ大陸、右奥がアフリカ大陸。

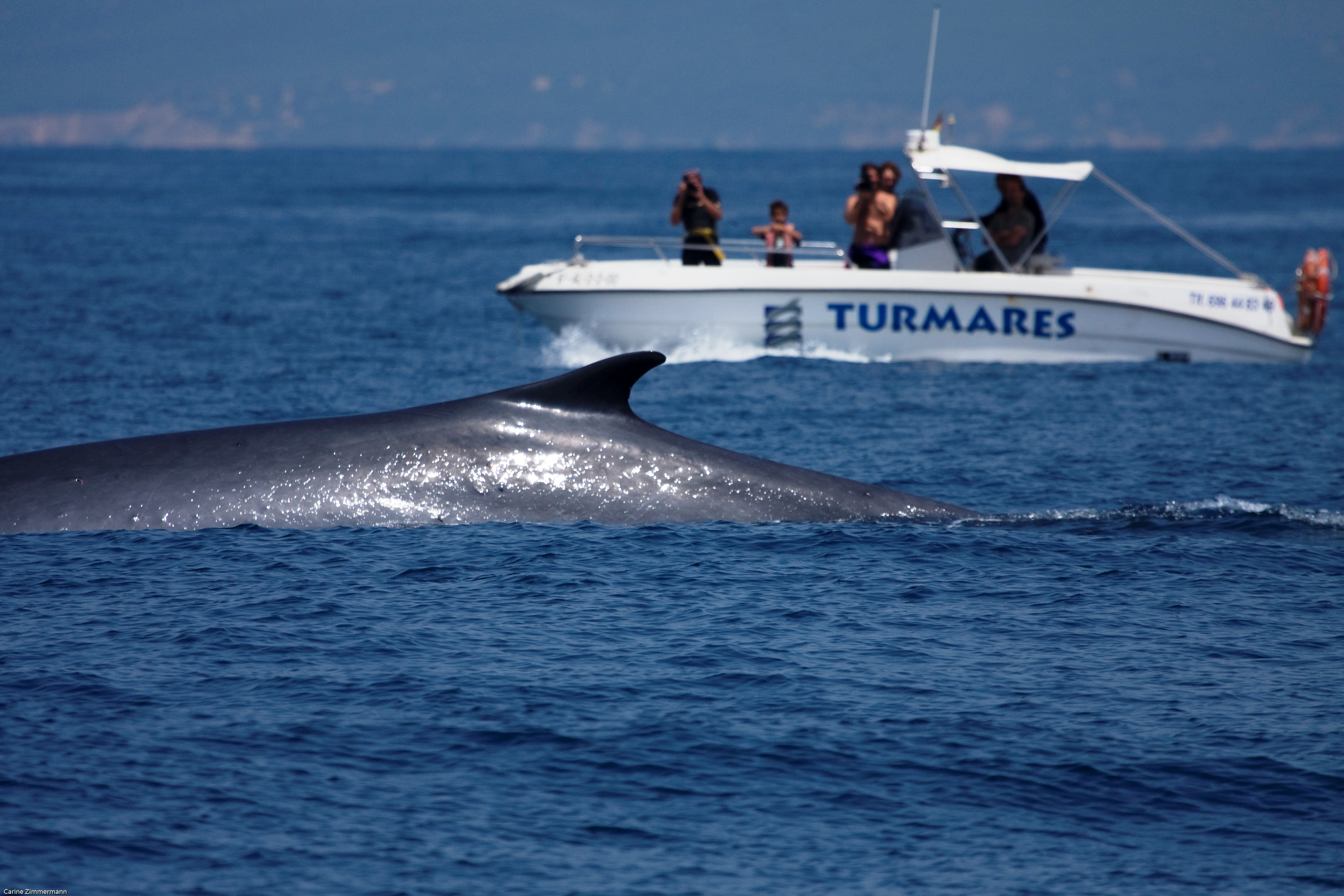
ナガスクジラのホエールウォッチング

ジブラルタル海峡は、北はイベリア半島のスペイン、およびイギリス領ジブラルタル、南はモロッコであり、西の大西洋と東の地中海（アルボラン海）をつなぐ国際海峡として、軍事上・海上交通上、古代から現代に至り、極めて重要な位置を占めてきた。
幅は、イベリア半島最南端のタリファ岬からモロッコのアルカサル・エ・セリルまでが最も狭く14キロメートル、西端のトラファルガー岬からスパルテル岬の間が最も広く45キロメートルとなる。水深はスパルテル岬沖が最も浅く345メートル、ジブラルタルからセウタ間が最も深く942メートルとなる。西から東へ毎時4キロメートルの表面潮流があり、塩分濃度の濃い反対流が下層にある。
地中海側の両岸の岩山は、古代より「ヘラクレスの柱」として知られてきた。ゲルマン民族の大移動、ハンニバルの侵攻、ウマイヤ朝の支配、イギリスの植民地化など、古から戦略的に重要な位置づけにあった。北岸のジブラルタルにはイギリス軍が、南岸のセウタにはスペイン軍が駐屯し、それぞれ軍港として機能している。
生物相としては周辺地域にスペインモミ、ビャクシン属、シダーの植生があり、海にウミガメ、ベニサンゴなど、陸地にバーバリーマカクなどが生息し、多くの鳥類（主に猛禽類とスズメ目）と鯨類やマグロなどの海洋生物の通過地である。2006年にユネスコの「地中海大陸間生物圏保護区」に登録された。また、2019年にモロッコ側のムーサー山の麓にある沿岸帯はラムサール条約登録地となった。

## 範囲
国際水路機関はジブラルタル海峡の範囲を次のように定義している。
- 西側：トラファルガー岬（スペイン）とスパルテル岬（モロッコ）を結ぶ線
- 東側：エウローパ岬（ジブラルタル）とアルミナ岬（セウタ）を結ぶ線

## 歴史
- 1936年9月29日 - スペイン内戦を通じて初となる海戦がスパルテル岬沖合で行われる。フランコ派が政府軍（スペイン人民戦線）側の駆逐艦アルミランテ・フェランデスを撃沈[5]。

## ジブラルタル海峡の形成
かつて地中海（テチス海）と大西洋は、現在のジブラルタル海峡の北側もしくは南側で連絡しており、ジブラルタル海峡の一帯は陸地であった。約600万年前、何らかの変化により両海の連絡ができなくなり、地中海の塩湖化（メッシニアン塩分危機）が進んだ。それが533万年前にジブラルタル海峡が形成され、地中海にザンクリアン洪水が起きて地中海が形成された。一番低地であった場所が、ジブラルタル海峡であると考えられている。

## 交通
ジブラルタルトンネルの計画は、1979年の「スペイン・モロッコ共同宣言」から計画され、世界銀行、欧州投資銀行、アフリカ開発基金などから融資の提案も受けていたが、様々な政治的な問題から停止と再開を繰り返している。
ジブラルタル海峡橋もかけられなくもないが、船の交通の邪魔などの意見からトンネルが有力とされる。

## 画像

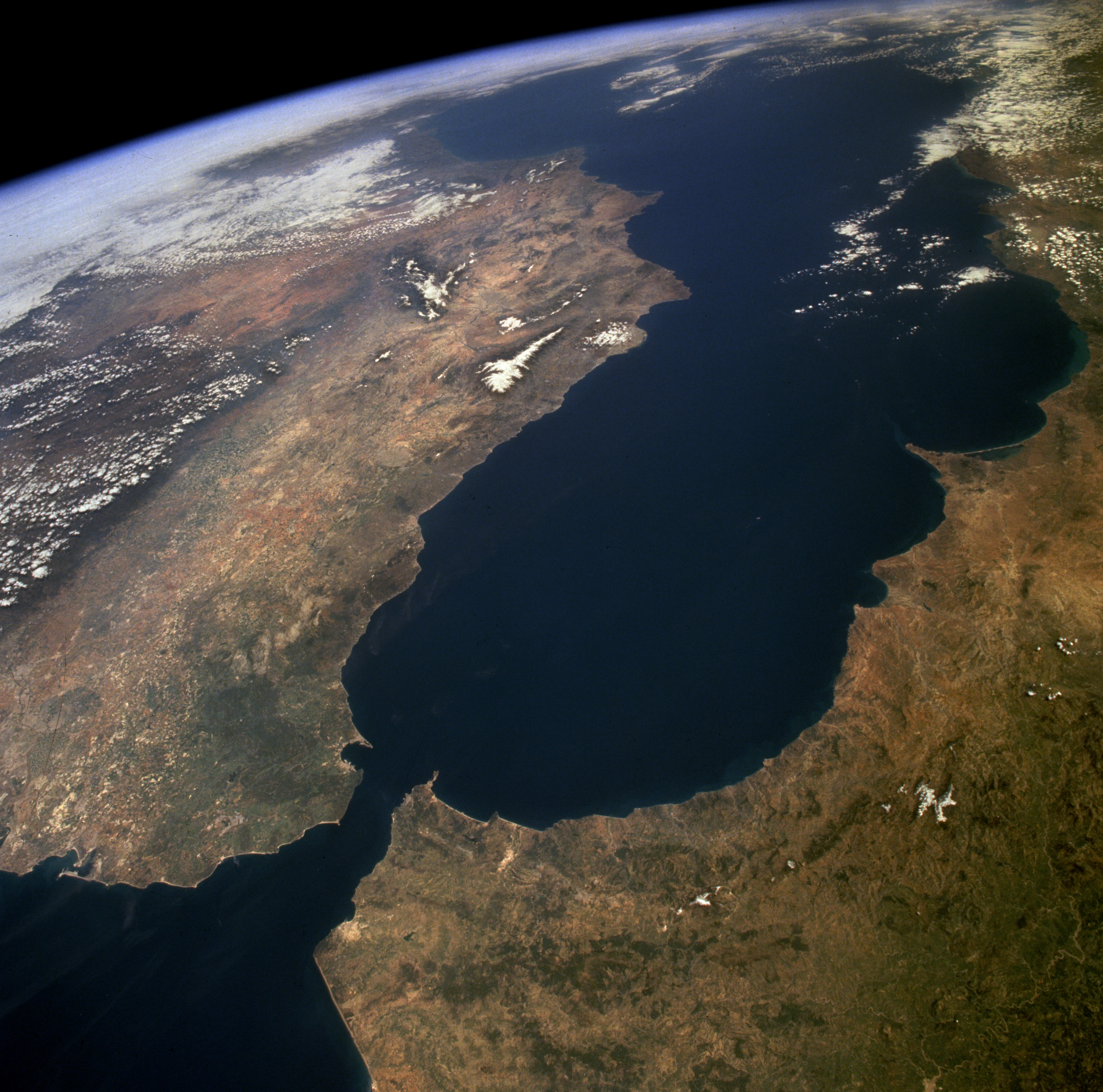
宇宙空間から見たジブラルタル海峡（左下）
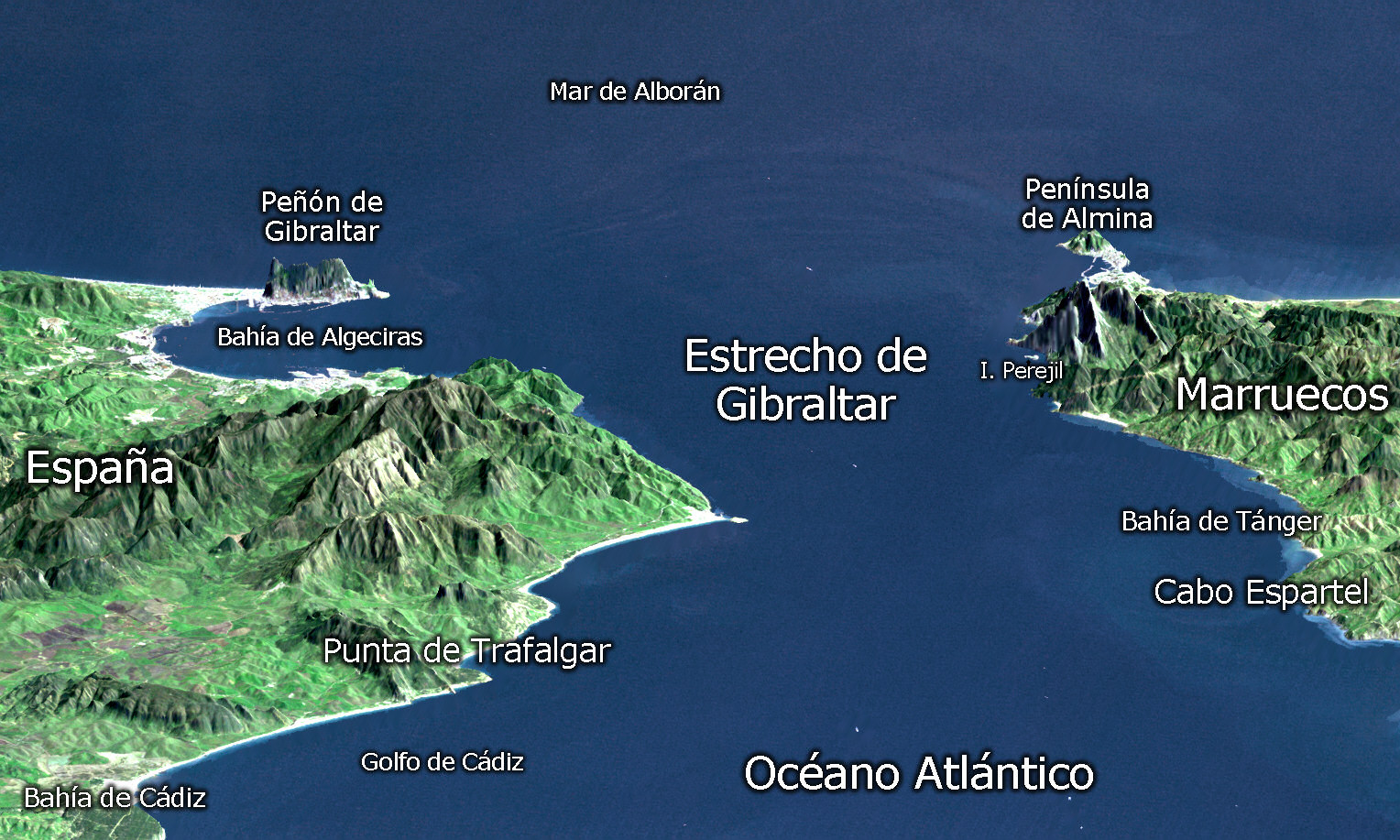
ジブラルタル海峡のヘラクレスの柱